# Nõmme (Quartier)
Pour les articles homonymes, voir Nõmme.
Nõmme est un quartier du district de  Nõmme  à Tallinn en Estonie.

## Description
En 2019, Nõmme compte 6 628 habitants.
Sa superficie est de 4,8 km2.
Ses quartiers limitrophes sont Pääsküla, Kivimäe, Hiiu, Vana-Mustamäe, Mustamäe, Männiku et Rahumäe.
Elle est aussi limitrophe de la commune de Saku.
Les rues du quartier sont Aate tänav, Edu tänav, Ehitajate tee, Nikolai von Glehni tänav, Nikolai von Glehni põik, Haava tänav, Hange tänav, Harku tänav, Helbe tänav, Hiiu-Maleva tänav, Hämariku tänav, Idakaare tänav, Idakaare põik, Jaama tänav, Kaare tänav, Kaja tänav, Paul Kerese tänav, Kiige tänav, Kuiv tänav, Kuljuse tänav, Kuru tänav, Kuuse tänav, Kõue tänav, Kõver tänav, Liiva tänav, Lootuse puiestee, Lootuse põik, Lõuna tänav, Mai tänav, Mai põik, Metsa tänav, Metsa põik, Mait Metsanurga tänav, Jakob Mändmetsa tänav, Männi tänav, Nurme tänav, Nõmme-Kase tänav, Pesa tänav, Piiri tänav, Pilviku tänav, Puhma tänav, Puuvilja tänav, Põhjakaare tänav, Põllu tänav, Pärnu maantee, Kristjan Raua tänav, Raudtee tänav, Ravila tänav, Roheline tänav, Sambla tänav, Seene tänav, Serva tänav, Sihi tänav, Silla tänav, Suusa tänav, Talve tänav, Tiiru tänav, Turu plats, Vabaduse puiestee, Vahe tänav, Valdeku tänav, Valguse tänav, Vana-Mustamäe tänav, Vana-Pärnu maantee, Versta tänav, Voo tänav, Võsu tänav, Õie tänav et Õie põik.

## Population
| 2008  | 2010  | 2011  | 2012  | 2013  | 2014  |
| ----- | ----- | ----- | ----- | ----- | ----- |
| 6 120 | 6 048 | 6 043 | 6 277 | 6 300 | 6 389 |

| 2015  | 2016  | 2017  | 2018  | 2019  | 2020  |
| ----- | ----- | ----- | ----- | ----- | ----- |
| 6 388 | 6 408 | 6 685 | 6 768 | 6 628 | 6 290 |

| 2021  | 2022  | - | - | - | - |
| ----- | ----- | - | - | - | - |
| 6 203 | 6 118 | - | - | - | - |

## Transports
Les lignes de bus n° 10, 23, 27, 33, 36, 45 desservent le quartier.
Les trains de banlieue de la compagnie Elron s'arrêtent en gare de Nõmme.

## Lieux et monuments
- Valdeku tn 13 - Centre administratif de Nõmme ;
- Raudtee tn 8 - École primaire de Nõmme ;
- Pärnu mnt 320 – École de musique Nõmme ;
- Jaama tn 11 - Centre de santé de Nõmme ;
- Jaama tn 11 - Musée de Nõmme (et)
- Lõuna tn 50 – Maison de retraite Nõmme Pihlakodou ;
- Valdeku tn 13 - Salle de gymnastique Valdeku;
- Turu plats 8 - Marché de Nõmme ;
- Õie tn 10 – Église allemande du Rédempteur de Nõmme.
- Võsu tn 5 - Église de la Paix de Nõmme
- Õie tn 10 - Église allemande du Rédempteur de Nõmme

## Galerie

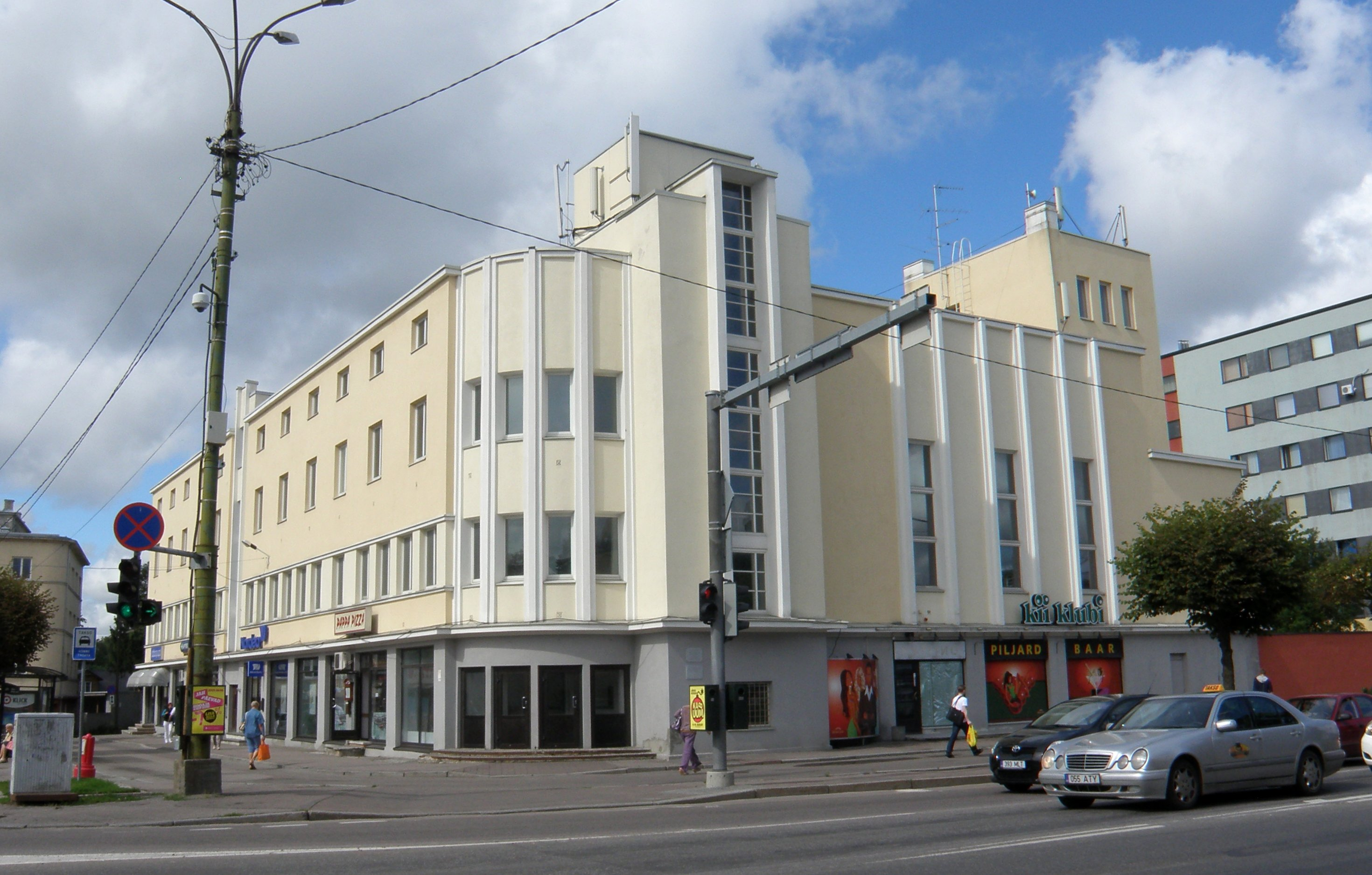
Ancien cinéma Kahrode.
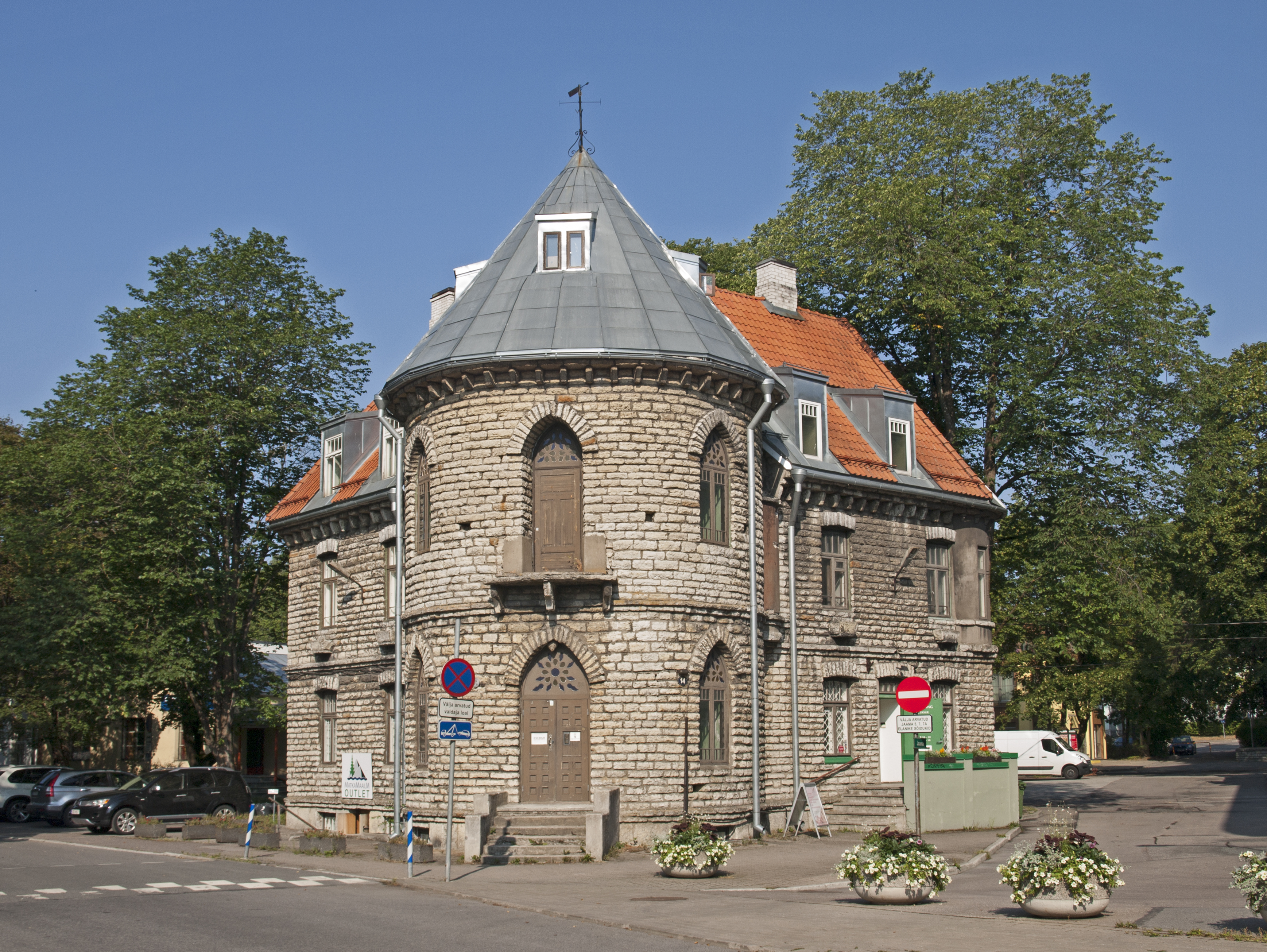
Jaama tn 14, ancien bureau de poste.
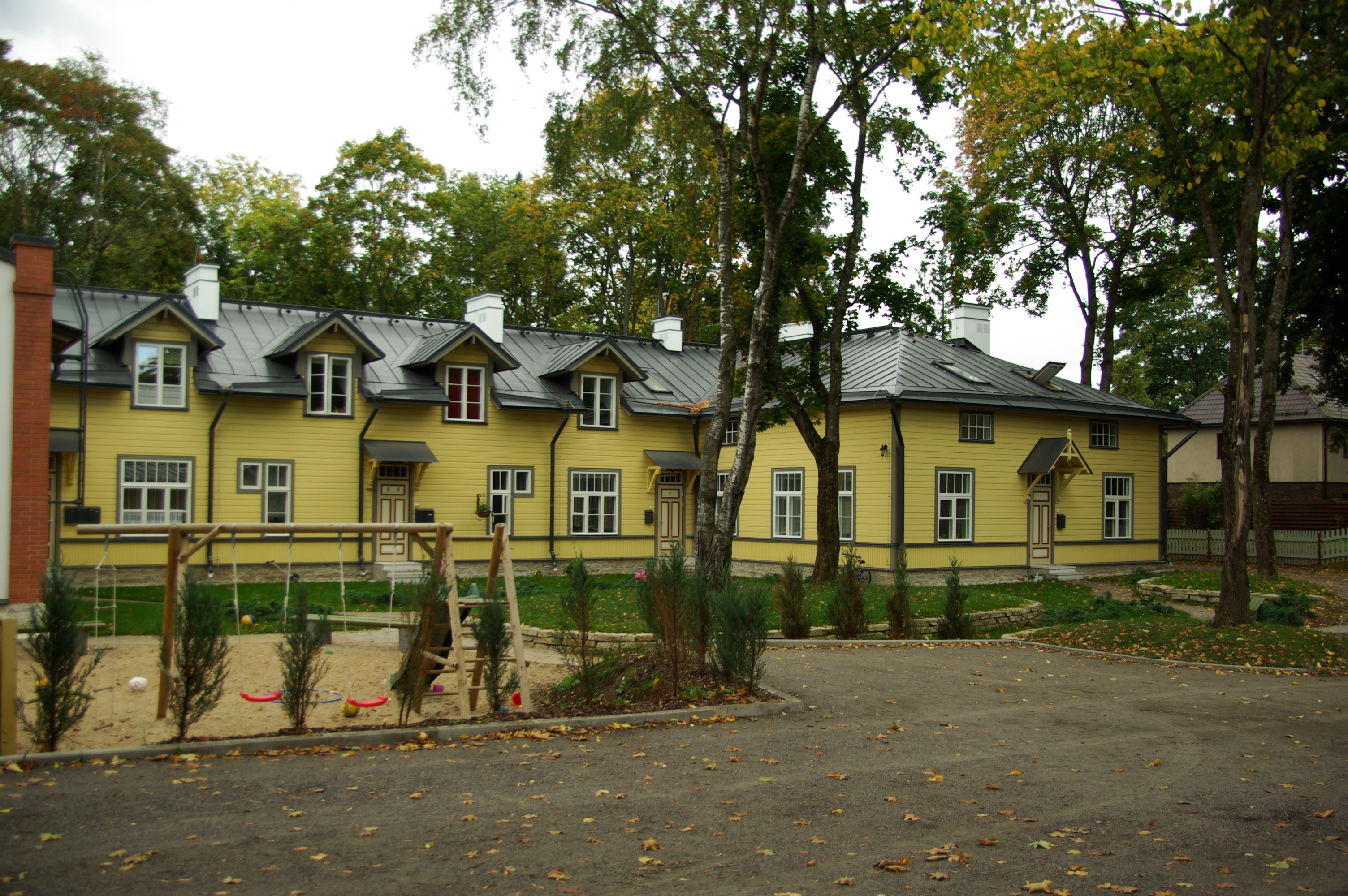
Elamu Raudtee tn 56.
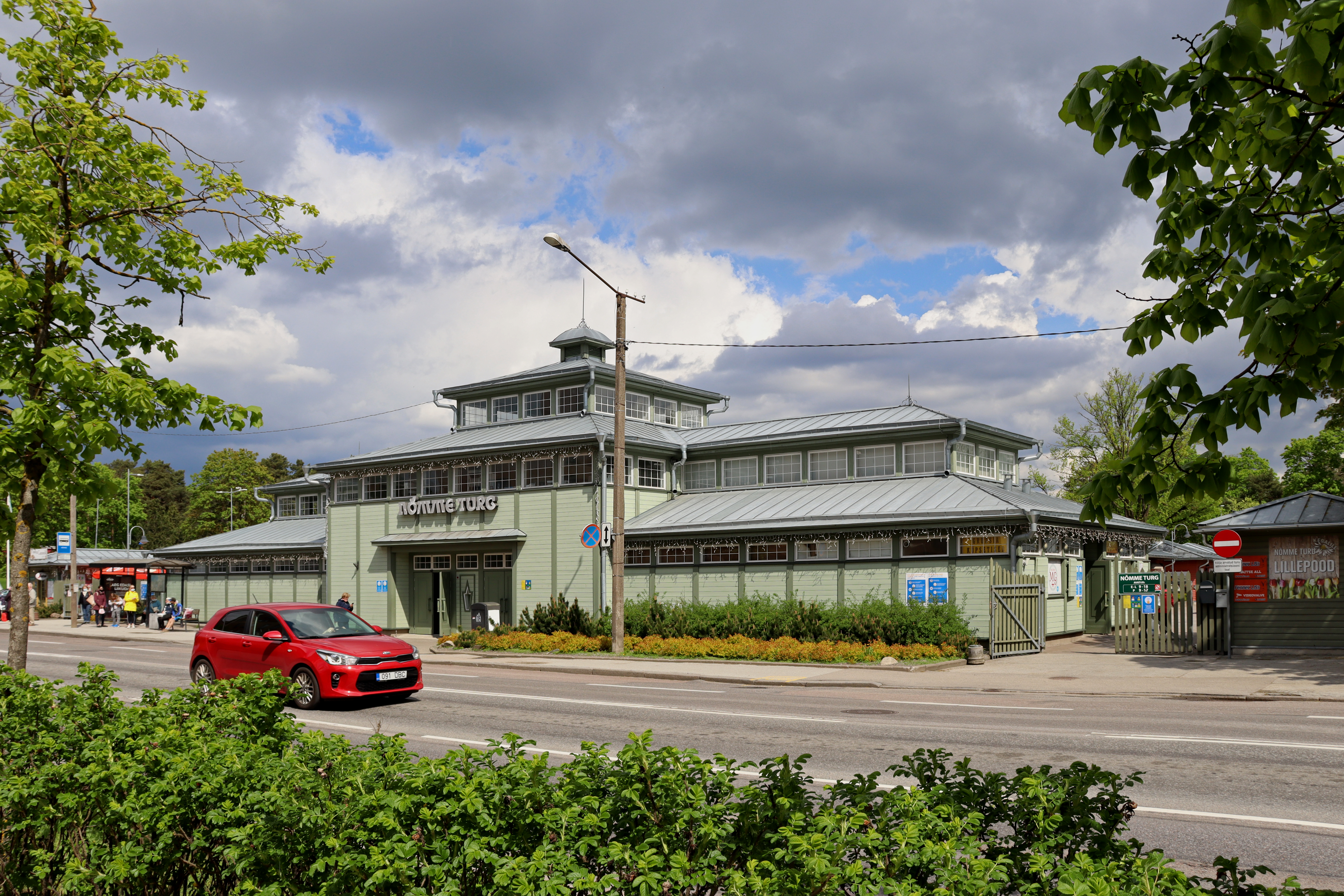
Marché de Nõmme.
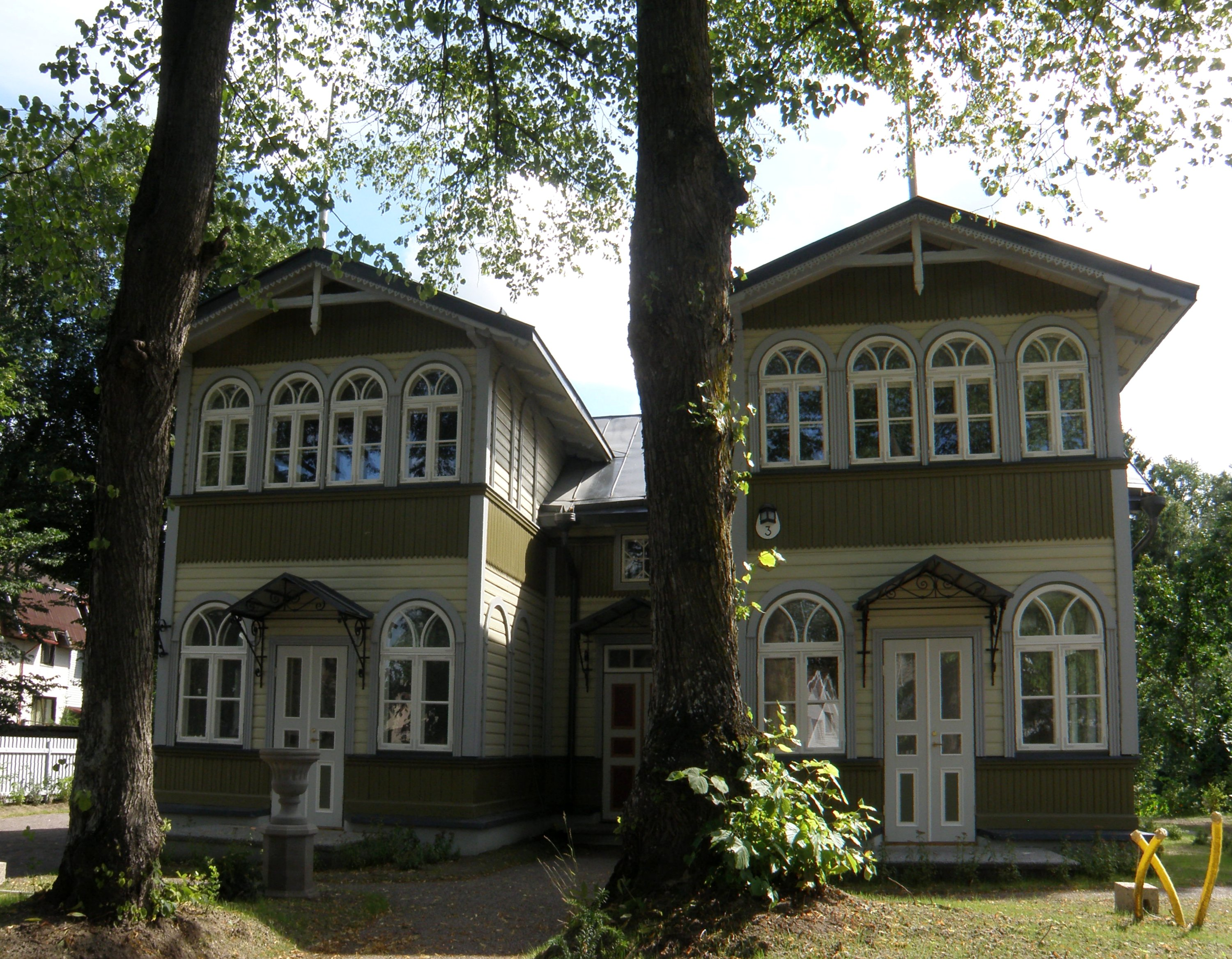
Valdeku tn 3-1.
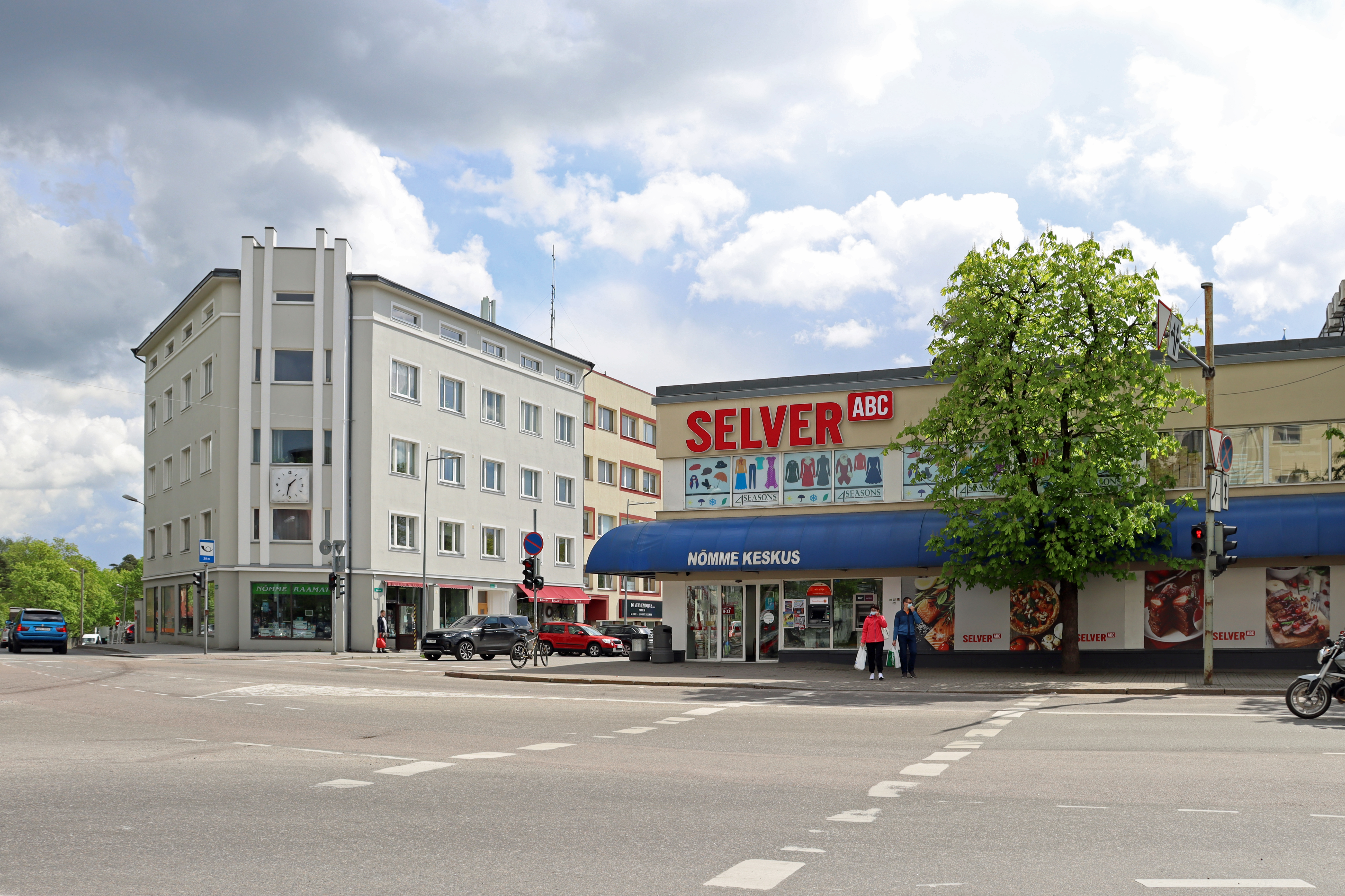
Centre commercial Nõmme Keskus.
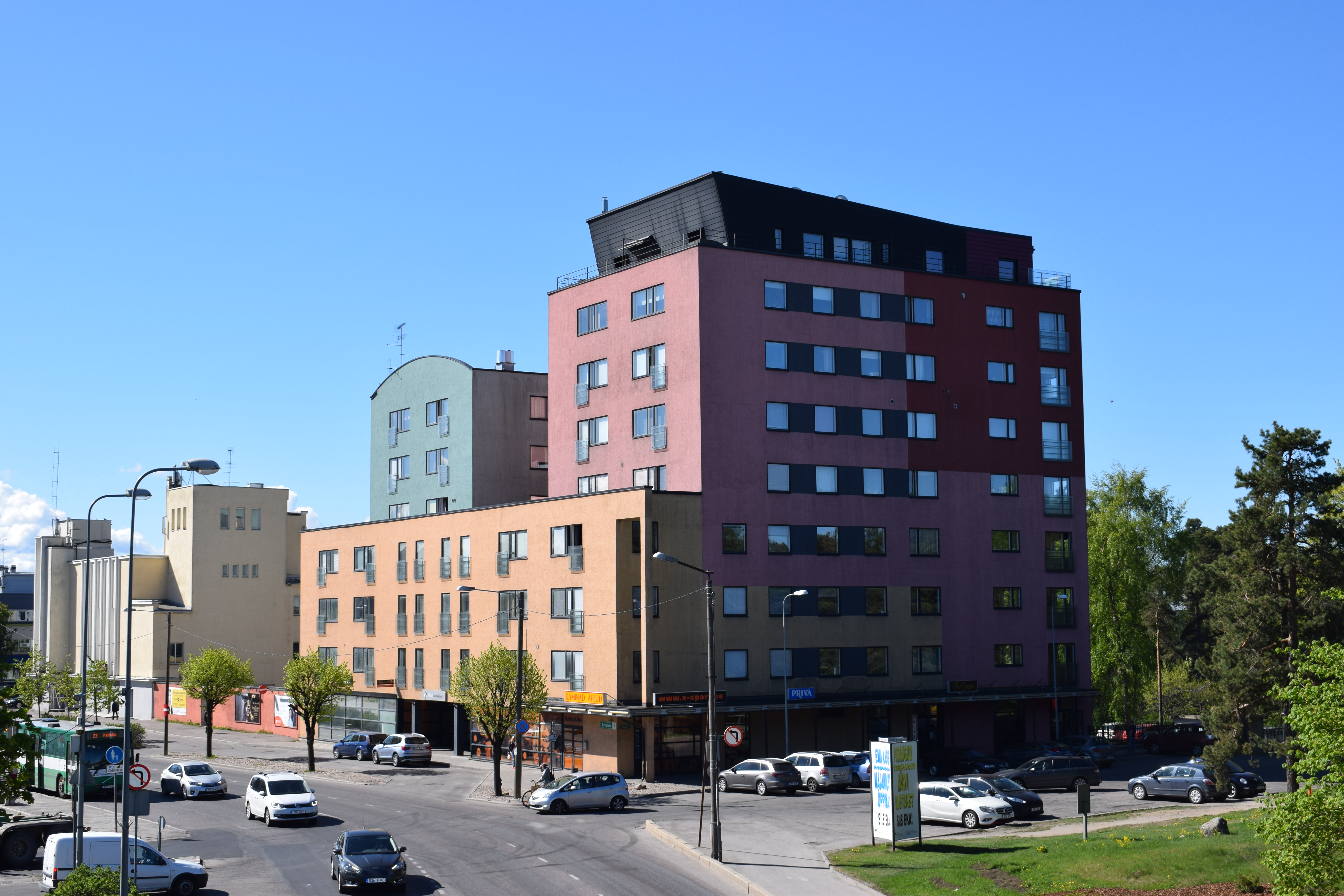
Turu plats 5.
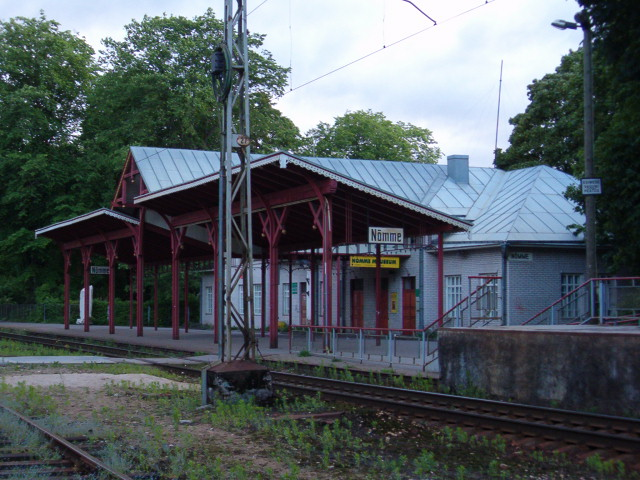
Gare de Nõmme.
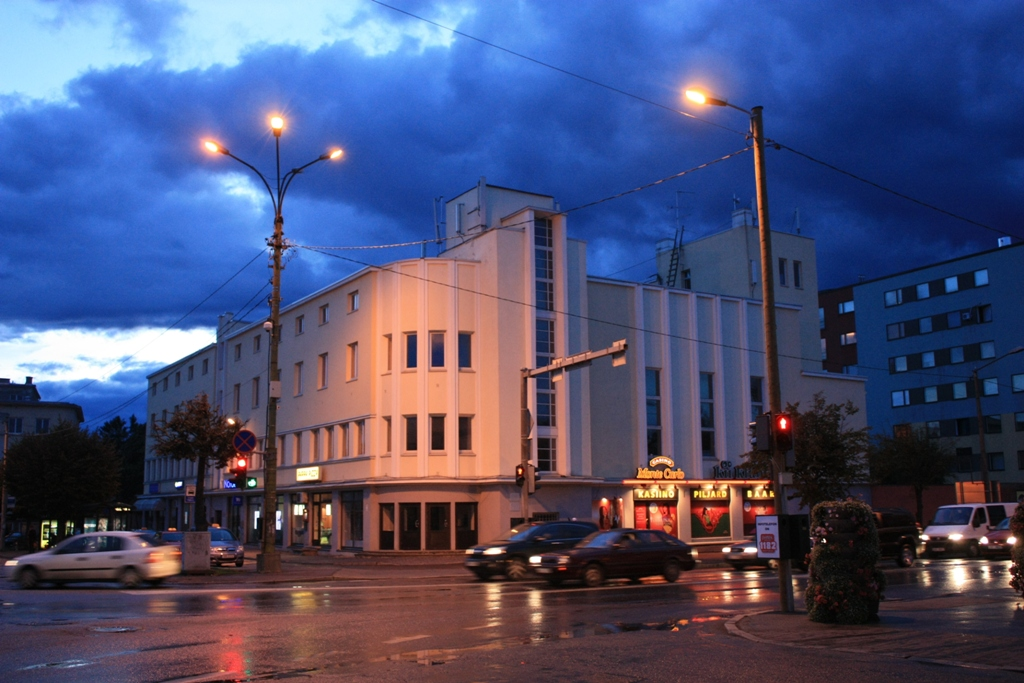
Immeuble du centre de Nõmme.
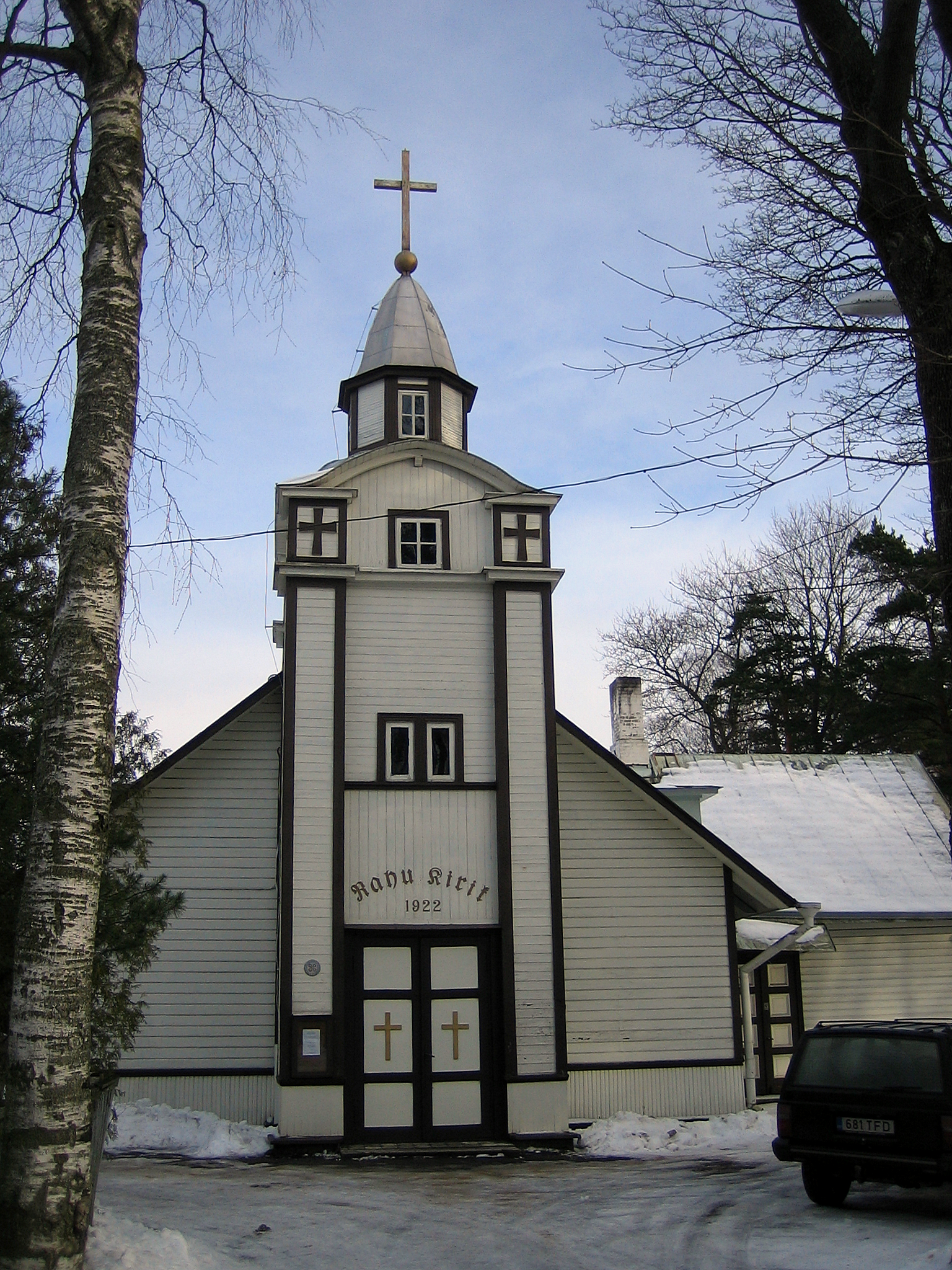
Église de la paix.